# Höga Svanören
Höga Svanören är en ö i Finland. Den ligger i Norra kvarken och i kommunen Malax i den ekonomiska regionen  Vasa i landskapet Österbotten, i den västra delen av landet. Ön ligger omkring 28 kilometer väster om Vasa och omkring 370 kilometer nordväst om Helsingfors.
Öns area är 33,2 hektar och dess största längd är 1,2 kilometer i nord-sydlig riktning.
Inlandsklimat råder i trakten. Årsmedeltemperaturen i trakten är 3 °C. Den varmaste månaden är augusti, då medeltemperaturen är 16 °C, och den kallaste är januari, med −10 °C.